# 陈璚 (清朝)
陈璚（1827年—1906年），字鹿笙，一字六笙，廣西潯州府貴縣（今廣西壯族自治區貴港市）人，清朝政治人物。

## 生平
廩貢出身。
同治四年，擔任浙江杭嘉湖道道員；同治十一年，任浙江台州府知府。光緒六年，改浙江嘉興府知府。此後歷任處州府知府、杭州府知府。光緒二十二年，擔任湖南岳常澧道。光緒二十三年，任湖南衡永郴桂道。光緒二十六年，署湖南長寶道。次年，署湖南按察使。同年授山西按察使，后改四川按察使。光緒二十九年致仕。其善於書法，著有《隨所遇齋詩集》、《橅古齋法帖》。